# Voornaamwoord
Het voornaamwoord of pronomen is een woord dat verwijst naar een zelfstandig onderwerp (iets of iemand) zonder het bij name te noemen.
Voornaamwoorden vormen een van de hoofdcategorieën binnen de taalkundige benoeming. Een voornaamwoord kan grofweg worden gedefinieerd als een vrij morfeem dat verwijst naar iets anders dat al dan niet in dezelfde zin wordt genoemd, dan wel verwijst naar een buitentalig element binnen het perspectief van de spreker (in dit laatste geval spreekt men van een exoforische verwijzing). Het kan daarnaast een grammaticale betrekking uitdrukken tussen andere elementen binnen al dan niet dezelfde zin.

## Kenmerken
Een voornaamwoord kan zelfstandig functioneren (dit geldt bijvoorbeeld voor de persoonlijke voornaamwoorden) of als determinerend element in een naamwoordelijke constituent (dit is het bijvoorbeeld het geval bij aanwijzende of bezittelijke voornaamwoorden). Zelfstandige voornaamwoorden verwijzen naar zelfstandige naamwoorden of naamwoordgroepen.

## Soorten
In de meeste Indo-Europese talen kan een aantal verschillende voornaamwoorden worden onderscheiden: persoonlijke, bezittelijke, aanwijzende enz. Binnen deze groepen zijn er verschillen op basis van onder andere geslacht, flexie en getal. In andere (vooral niet-Indo-Europese) talen zijn er soms veel meer mogelijkheden, bijvoorbeeld aparte woorden of gebonden morfemen voor 'wij met zijn tweeën', 'wij met drie of meer'; 'wij inclusief de aangesprokene' en 'wij exclusief de aangesprokene'.
Men onderscheidt naargelang de grammaticale functie de volgende voornaamwoorden:
- aanwijzend voornaamwoord
- betrekkelijk voornaamwoord
- bezittelijk voornaamwoord
- onbepaald voornaamwoord
- persoonlijk voornaamwoord
- temporeel voornaamwoord (in sommige talen)
- uitroepend voornaamwoord
- verwijzend voornaamwoord
- vragend voornaamwoord
- wederkerend voornaamwoord
- wederkerig voornaamwoord